# Eunidia paraspilota
Eunidia paraspilota là một loài bọ cánh cứng trong họ Cerambycidae.